# آجیلیق‌بینه
آجیلیق‌بینه (به لاتین: Acılıqbinə) یک منطقه مسکونی در جمهوری آذربایجان است که در شهرستان بالاکن واقع شده‌است.